# Zračna luka Bušeher
Zračna luka Bušeher (IATA kod: BUZ, ICAO kod: OIBB) smještena je nedaleko od grada Bušehera u jugozapadnom dijelu Irana odnosno Bušeherskoj pokrajini. Nalazi se na nadmorskoj visini od 21 m. Zračna luka ima dvije asfaltirane uzletno-sletne staze dužine 4470 i 4469 m, a koristi se za tuzemne i inozemne letove. Zračni prijevoznici koji nude redovne letove u ovoj zračnoj luci uključuju Iran Air, Iran Air Tours i Iran Aseman Airlines.

## Vanjske poveznice
- (engl.) DAFIF, World Aero Data: OIBB  Arhivirana inačica izvorne stranice od 5. ožujka 2019. (Wayback Machine)
- (engl.) DAFIF, Great Circle Mapper: BUZ